# Examen
Een examen is een toets om een leerprestatie te meten. Een tussentijdse beproeving voor het examen wordt vaak tentamen genoemd. Een examen kan zowel mondelinge, schriftelijke als praktische onderdelen bevatten. Het afleggen van een examen wordt doorgaans beoordeeld met een cijfer.
Enkele voorbeelden:
- Het eindexamen van voortgezet onderwijs in Nederland.
- De examens voor de examencommissie in Vlaanderen.
- Examens om sollicitanten toe te laten tot de selectie voor een nieuwe baan (in België en bij de EU)
- De examens aan een hogeschool of universiteit.
- Het toelatingsexamen voor opleidingen (bijvoorbeeld in het kunstonderwijs) of beroepen (bijvoorbeeld voor de politie of geneeskunde).
- Het schoolexamen van voortgezet onderwijs.
- Het rijexamen, om een rijbewijs te bemachtigen.